# East Rainton
East Rainton – wieś w Anglii, w hrabstwie ceremonialnym Tyne and Wear, w dystrykcie metropolitalnym Sunderland. Leży 19 km na południowy wschód od centrum Newcastle i 379 km na północ od Londynu.